# Ramón Peón
Ramón Peón García (L'Avana, 5 giugno 1897 – Porto Rico, 2 febbraio 1971) è stato un regista e attore cubano.
Peón esercitò anche le attività di sceneggiatore, direttore della fotografia, produttore, musicista, ballerino, pubblicista, mago.

## Biografia
Peón García ha iniziato alla sua carriera in qualità di direttore della fotografia nell'aziendaKalem y Vitagraph di New York.
Nel 1920 è stato assistente alla regia per due commedie intitolate Welcome rotarians e The latest from parell. In seguito ha deciso di tornare al proprio paese natale, nel quale si è rivelato essere uno dei maggiori realizzatori del cinema muto cubano, girando fra il 1920 e il 1930 dodici pellicole, l'ultima delle quali è stata La virgen de la Caridad.
È stato attivo in seguito in Messico, dove nel 1931 è stato assistente di Antonio Moreno per il film Santa, interpretato da Lupita Tovar. Il suo esordio come regista è stato in La Mujer sin Alma, che metteva in scena il personaggio mitologico della Llorona, e dal quel momento è stato uno dei registi più richiesti dall'industria cinematografica messicana.
Nel 1937 ha realizzato La madrina del diablo, film di debutto di Jorge Negrete. Dopo il successo della serie di film El águila negra, con protagonista Fernando Casanova, ha dedicasto gli ultimi anni della sua carriera al genere western.

## Filmografia

### Regia propria
- Realidad, anche direttore della fotografia (1920)
- Dios existe (1920)
- Mamá Zenobia (1921)
- Las cosas de mi mujer (1921)
- Aves de paso (1921)
- Casados de veras (1922)
- Al aire libre (1924)
- El cobardo valeroso (1926)
- El amante enmascarado (1926)
- Casi varón (1926)
- El veneno de un beso (1929)
- La virgen de la Caridad, anche attore (1930)
- La Norona (1933)
- Sagrario, anche montaggio (1933)
- Tiburón, anche montaggio (1933)
- Oro y plata, anche sceneggiatura e montaggio (1934)
- La Mujer sin Alma (1934)
- Tierra, amor y dolor (1935)
- Todo un hombre (1935)
- Sor Juana Inés de la Cruz, anche sceneggiatura e montaggio (1935)
- Silencio sublime (1935)
- Más allá de la muerte, anche sceneggiatura e montaggio (1935)
- ¿Qué hago con la criatura?, anche sceneggiatura (1935)

- Mujeres de hoy (1936)
- Los chicos de la prensa, anche sceneggiatura e montaggio (1936)
- La llaga, anche montaggio (1937)
- El bastardo, anche adattamento cinematografico e montaggio (1937)
- No basta ser madre (1937)
- La madrina del diablo, anche montaggio (1937)
- Mujer mexicana (1938)
- El romance del palmar (1938)
- Una aventura peligrosa (1939)
- Canto a las Américas (1943)
- Entre hermanos (1945)
- Memorias de una vampiresa, anche sceneggiatura (1945)
- Espinas de una flor (1945)
- Papà Lebonard (1946)
- Se acabaron las mujeres, anche sceneggiatura (1946)
- Ella, anche produttore e sceneggiatore (1946)
- Rocambole (1946)
- El cocinero de mi mujer, anche sceneggiatura (1947)
- Usted tiene ojos de mujer fatal (1947)
- Flor de un dia (1947)
- Arsenio Lupin (1947)
- El inspector Victor contra Arsenio Lupin (1947)
- Ahi vienen los Mendozas (1948)

- Festin de buitres (1949)
- Opio, anche sceneggiatura (1949)
- Nuestras vidas (1950)
- Nunca debieron amarse (1951)
- La renegada (1951)
- Honor y gloria o La vida de Roberto Ortiz (1952)
- La única, cortometraggio; anche produttore (1952)
- El águila negra (come Ramón Peón García), anche adattamento cinematografico (1954)
- El águila negra en el tesoro de la muerte (come Ramón Peón García), anche adattamento cinematografico (1954)
- El águila negra en 'El vengador solitario' (come Ramón Peón García), anche adattamento cinematografico (1954)
- Música, espuelas y amor, anche adattamento cinematografico (1955)
- Pueblo quieto, anche sceneggiatura (1955)
- La fiera (1956)
- Amor del bueno, anche sceneggiatura (1957)
- El águila negra en la ley de los fuertes (1958)
- El águila negra vs. los diablos de la pradera (1958)
- El águila negra contra los enmascarados de la muerte (1958)
- El rayo de Jalisco (1962)
- La máscara roja (1962)
- Los amigos Maravilla (1962)
- Juramento de sangre (1962)
- Matar o morir (1963)
- Los amigos Maravilla en el mundo de la aventura (1963)

### Regia altrui
- Camino del infierno, attore (regia di Richard Harlan) (1931)
- El código penal, attore (regia di Phil Rosen e Julio Villarreal) (1931)
- Águilas frente al sol, attore (regia di Antonio Moreno) (1932)
- Revolución, attore (regia di Miguel Contreras Torres e Antonio Moreno) (1933)
- Sobre las olas, attore (regia di Miguel Zacarías) (1933)
- La rivolta del Messico (Juárez y Maximiliano), attore (regia di Miguel Contreras Torres e Raphael J. Sevilla) (1934)
- Amores de ajer, produttore esecutivo (regia di Ismael Rodríguez) (1944)
- Escándalo de estrellas, produttore esecutivo (regia di Ismael Rodríguez) (1944)
- ¡Viva mi desgracia!, produttore esecutivo e sceneggiatore (regia di Roberto Rodríguez) (1944)
- El capitán Malacara, produttore esecutivo (regia di Carlos Orellana) (1945)
- Cuando lloran los valientes, attore (regia di Ismael Rodríguez) (1947)
- Angelitos negros, attore e produttore (regia di Joselito Rodríguez) (1948)
- El angel caído, adattamento cinematografico e produzione (regia di Juan José Ortega) (1949)
- Piel Canela, produttore esecutivo (regia di Juan José Ortega) (1953)
- Más fuerte que el amor, produttore esecutivo (regia di Tulio Demicheli) (1955)
- Entre bala y bala, sceneggiatura (regia di Juan José Ortega) (1963)
- Las bravuconas, sceneggiatura (regia di Juan José Ortega) (1963)
- El hermano Pedro, attore (regia di Miguel Contreras Torres) (1967)